# Hyperkaliämie
Hyperkaliämie (von griechisch hyper- „– über, viel“; -ämie „– im Blut“) (auch Kaliumüberschuss) bezeichnet eine mitunter lebensgefährliche Elektrolytstörung, bei der die Konzentration von Kalium im Blut erhöht ist. Von einer Hyperkaliämie wird bei Menschen ungefähr ab mehr als 5,0 mmol/l (bei Kindern 5,4) im Blutserum gesprochen. Ein Mangel an Kalium im Blut wird als Hypokaliämie bezeichnet.

## Diagnose
Ein einzelner erhöhter Wert sollte immer kontrolliert werden, da durch Hämolyse bei unsachgemäßer Blutabnahme zu hohe Kaliumwerte gemessen werden.
Fehlerquellen bei falsch erhöhten Werten (Pseudohyperkaliämie) können sein:
- Bei der Blutprobe ist zu lange gestaut oder zu lange mit der Hand gepumpt worden. Dadurch ist es zur Hämolyse gekommen. Das intrazelluläre Kalium der Erythrozyten tritt durch die Hämolyse ins Serum über.[1]
- Schnelle Aspiration durch zu kleinlumige Kanüle
- Das Blut wurde vor der Zentrifugation zu lange stehen gelassen und hat sich bereits zu stark zersetzt. Es kommt zur Hämolyse.
- Kaliumfreisetzung in der Blutprobe bei exzessiver Thrombozytose oder Leukozytose (z. B. bei CML)

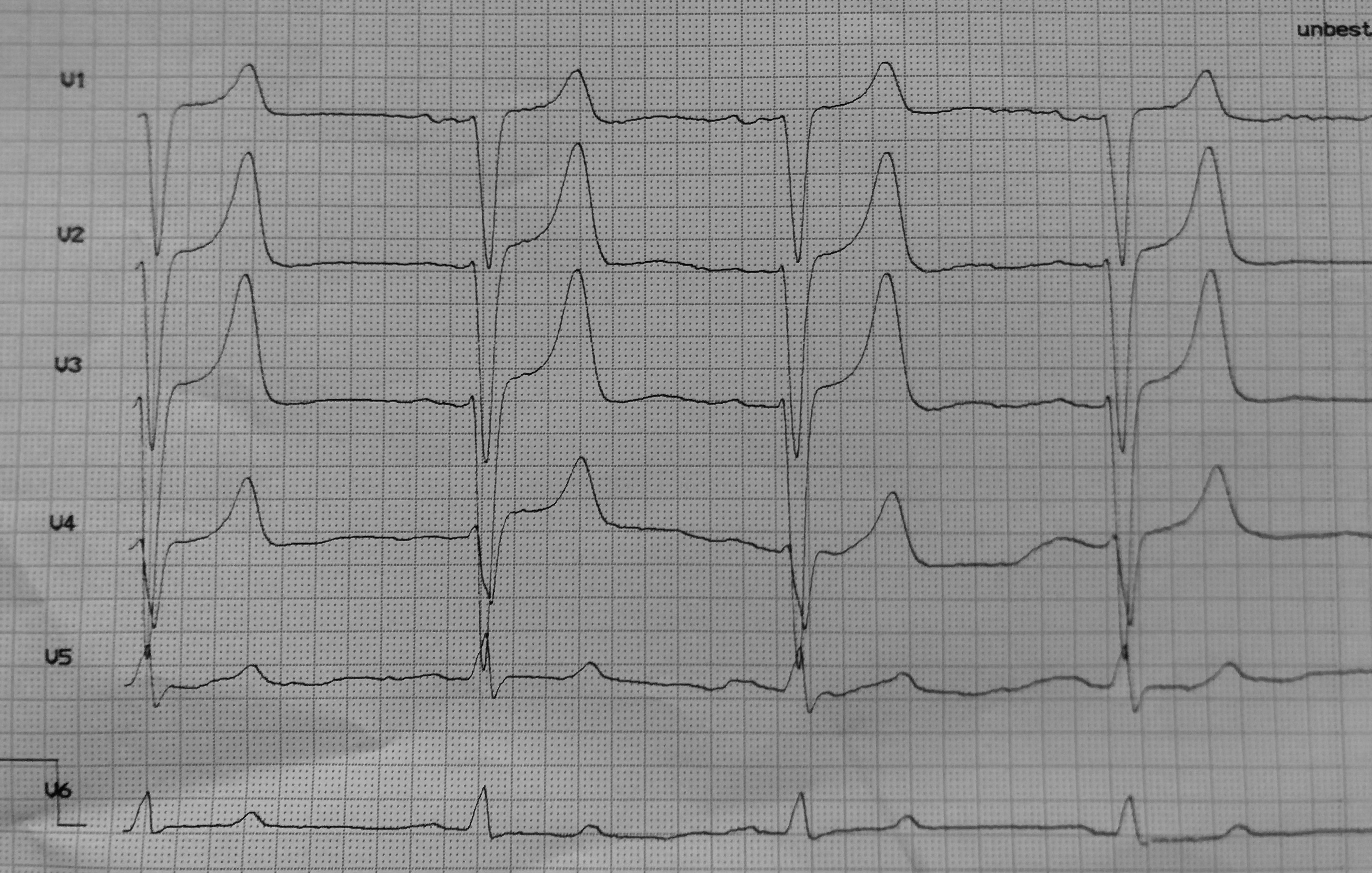
Flache P-Welle, spitze hohe T-Welle und verbreiteter QRS-Komplex bei einer Patientin mit akuter Hyperkaliämie (8,7 mmol/l)

Bei einer Hyperkaliämie fallen im EKG eine spitze hohe T-Welle, der Verlust der P-Welle und eine Verbreiterung des gesamten QRS-Komplexes (insbesondere Rechtsschenkelblock) auf. Die EKG-Veränderungen weisen aber eine nur geringe Sensitivität und Spezifität auf. EKG-Kontrollen ersetzen daher bei der Überwachung einer kaliumsenkenden Therapie nicht regelmäßige Kalium-Kontrollen.

## Ursachen
Zu erhöhten Kaliumspiegeln kommt es, wenn über die Niere nicht genug Kalium ausgeschieden werden kann.
Das geschieht bei akutem Nierenversagen, chronischer Niereninsuffizienz und Nebennierenrinden-Insuffizienz (Morbus Addison).
Weiterhin können verschiedene Medikamente den Blutkaliumspiegel erhöhen. Dazu gehören ACE-Hemmer und Sartane, Aldosteronantagonisten, Triamteren, Zytostatika, kalte Erythrozytenkonzentrate und hormonelle Kontrazeptiva mit dem Gestagen Drospirenon (Yasmin/Petibelle), denn Drospirenon ähnelt strukturell Spironolacton.
Der Serumkaliumspiegel wird akut durch pH-Wert-Änderungen des Blutes beeinflusst. Eine Änderung des pH-Werts um 0,1 führt zu einer gegensinnigen Änderung des Kaliumspiegels von etwa 0,5 mmol/l. Sinkt der pH-Wert, kommt es zur Azidose. Im Bestreben, dies auszugleichen, kommt es zur Umverteilungshyperkaliämie. Dabei werden überschüssige H+-Ionen von intravaskulär nach intrazellulär und die Kalium-Ionen entgegengesetzt umverteilt. Eine Azidose durch organische Säuren wie Laktat und Ketonkörper führt nicht zu einer Steigerung des Kaliumspiegels im Blut, da diese in die Zelle eindringen können und so der Kaliumshift in den Extrazellulärraum ausbleibt. Respiratorische Azidosen führen zu einer geringer ausgeprägten Hyperkaliämie als metabolische Azidosen.
Schwere Verletzungen der Muskulatur mit Rhabdomyolyse, aber auch Verbrennungen führen ebenfalls zu einer Verlagerung des intrazellulären Kaliums in den Extrazellularraum.
Besonders in Kombination mit verminderter Ausscheidung kann auch eine erhöhte Zufuhr zur Hyperkaliämie führen.
Kaliumreiche Infusionen sowie bei fortgeschrittener Niereninsuffizienz auch schon größere Mengen Trockenobst oder kaliumreiche Früchte (Bananen) können dazu beitragen.

## Symptome
Eine Hyperkaliämie äußert sich häufig unspezifisch, gelegentlich durch Parästhesien oder Muskelzuckungen. Im weiteren Verlauf sind Herzrhythmusstörungen und Bradykardien typisch, es kann zum Herz-Kreislauf-Stillstand kommen.

## Therapie: kaliumumverteilende und kaliumsenkende Maßnahmen
- Calciumgluconat 10 % 10 ml i. v., Wirkungsdauer ca. 30 Minuten. Stabilisiert das Ruhemembranpotential der Herzmuskelzellen und des Reizleitungssystems, wodurch Arrhythmien verhindert werden.[5]
- hochdosierte Inhalation mit β2-Mimetika, z. B. Salbutamol, alternativ subkutane Verabreichung von Terbutalin. Verschiebung von Kalium nach intrazellulär.[6]
- Glukoselösung + Alt-Insulin, Wirkungsbeginn nach 30 Minuten, Wirkungsdauer 4 bis 6 Stunden. Insulin induziert gleichzeitigen Shift von Glukose und Kalium nach intrazellulär.[5]
- Natriumhydrogenkarbonat, Wirkungseintritt nach ca. 10 Min., Wirkungsdauer 2 Stunden. Alkalose → Natriumprotonen-Austauscher (NHE) aktiv → Shift von Natrium nach intrazellulär → erhöhte Aktivität der Natrium-Kalium-Pumpe → Kaliumsenkung extrazellulär[7]
- Furosemid intravenös mit 0,9%iger NaCl-Lösung, um gezielt die Kaliumelimination zu fördern
- Hämodialyse für 2 bis 4 Stunden oder Hämofiltration[8]
- Kationenaustauscher (oral oder rektal): Polystyrolsulfonat (Handelsname Resonium), Patiromer (Veltassa),[9] Natrium-Zirconium-Cyclosilicat (Lokelma).[10]
- Absetzen von Eplerenon, Spironolacton, Triamteren, ACE-Hemmern
- Einschränkung der enteralen Kaliumzufuhr